# Панорм

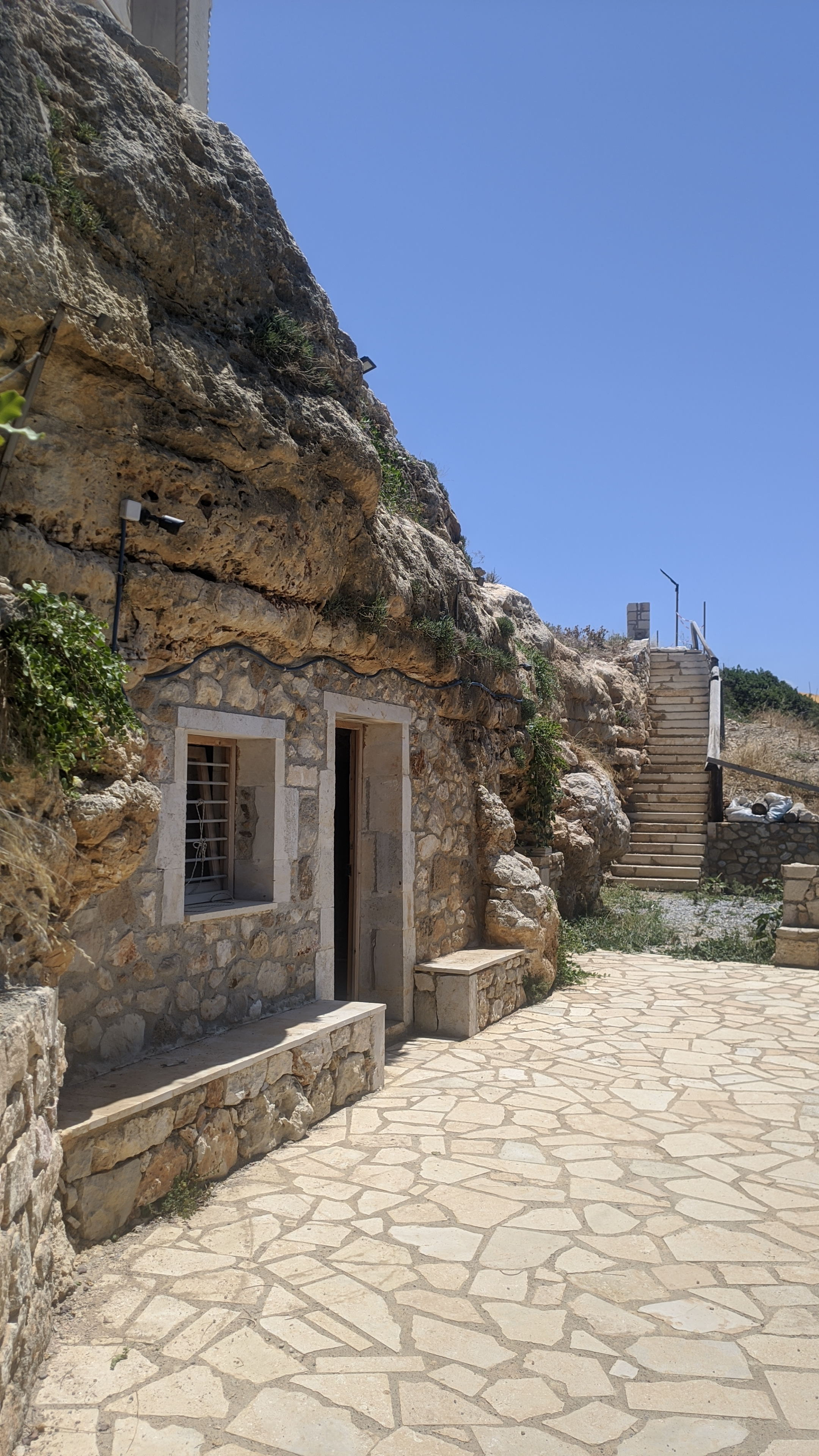
Закинута церква в Панормі

Панормо (грец. Πάνορμο) — поселення в номі Ретимно Крит, Греція, розташоване на північному березі Критського моря за 25 кілометрів на схід від Ретимно. 

## Історія
Поселення на цьому місці було ще з мінойських часів, коли Панормо був портом мінойського поселення Елевтерна. В поселенні є руїни  Фортеці Мілопотамо, побудованої у ХІІІ столітті. 
У липні 1905 року російський військовий корабель після евакуації жінок і дітей обстріляв поселення, завдавши великої шкоди будівлям.
До 1930-х років Панормос був важливим торговим та логістичним центром, з якого весь район Мілопотамо постачався товарами. Товари морем постачалися до порту, після чого розвозились в побудовані в селі великі склади та вглиб острова на ослах чи мулах.
У селі також була початкова школа, напівгімназія, яка була заснована в 1917 році і діяла в 1918 році. Там була резиденцією магістратського суду та станція жандармів, а поселення було центром провінції Мілопотамо.
Поруч з поселенням розташовується загальнодержавна дорога (E75). Відповідно до перепису населення 2011 року в селі мешкає 628 мешканців.

## Фортеця Мілопотамо
Фортеця датується 1212 роком, була побудована генуезцем Енріко Пескаторе та пізніше перейшла у володіння венеційців. Фортеця мала овальну форму з сімома вежами та двома брамами, одна з яких на півночі (вела до моря), а інша з протележного боку. Фортеця була захоплена в 1341 році місцевими жителями під проводом сімейства Капсокалівес. В 1538 році османський флотоводець Хайр ад-Дін Барбаросса захопив і зруйнував фортецю, проте невдовзі венеційці її відновили. Ще раз османи захопили фортецю оточивши її в 1647 році. Наразі фортеця перебуває в руїнах. (Координати: 35°25′04.6″ пн. ш. 24°41′32.8″ сх. д. / 35.417944° пн. ш. 24.692444° сх. д.)

## Базиліка
Поруч з селом збереглися руїни ранньохристиянської (V-VI ст.) базиліки Святої Софії, розкопаної в 1948 році. Тринавна базиліка  мала площу близько 1000 квадратних метрів. (Координати: 35°24′51″ пн. ш. 24°41′11″ сх. д. / 35.41417° пн. ш. 24.68639° сх. д.)